# Dobrohošť (Kosova Hora)
Dobrohošť (německy Dobrohoscht) je osada, část obce Kosova Hora v okrese Příbram ve Středočeském kraji. Nachází se asi pět kilometrů jihovýchodně od Kosovy Hory. Jsou zde evidovány 4 adresy. V roce 2011 zde trvale žili dva obyvatelé.
Dobrohošť leží v katastrálním území Vysoká u Kosovy Hory o výměře 7,88 km².

## Historie
První písemná zmínka o vesnici pochází z roku 1452.

## Obyvatelstvo
| Rok            | 1869 | 1880 | 1890 | 1900 | 1910 | 1921 | 1930 | 1950 | 1961 | 1970 | 1980 | 1991 | 2001 | 2011 | 2021 |
| -------------- | ---- | ---- | ---- | ---- | ---- | ---- | ---- | ---- | ---- | ---- | ---- | ---- | ---- | ---- | ---- |
| Počet obyvatel | 49   | 30   | 41   | 24   | 15   | 13   | 10   | 11   | 9    | 9    | 2    | 0    | 2    | 2    | 2    |
| Počet domů     | 5    | 3    | 2    | 2    | 2    | 3    | 3    | 3    | 3    | 2    | 1    | 2    | 2    | 2    | 1    |

## Obecní správa
Při sčítání lidu v letech 1850–1909 Dobrohošť byla osadou obce Kosova Hora v okrese Sedlčany. V letech 1910–1975 byla osadou obce Vysoká, se kterým patřila nejprve do okresu Sedlčany, ale od roku 1960 v okrese Příbram. Od 1. července 1975 je opět částí obce Kosova Hora v okrese Příbram.

## Galerie

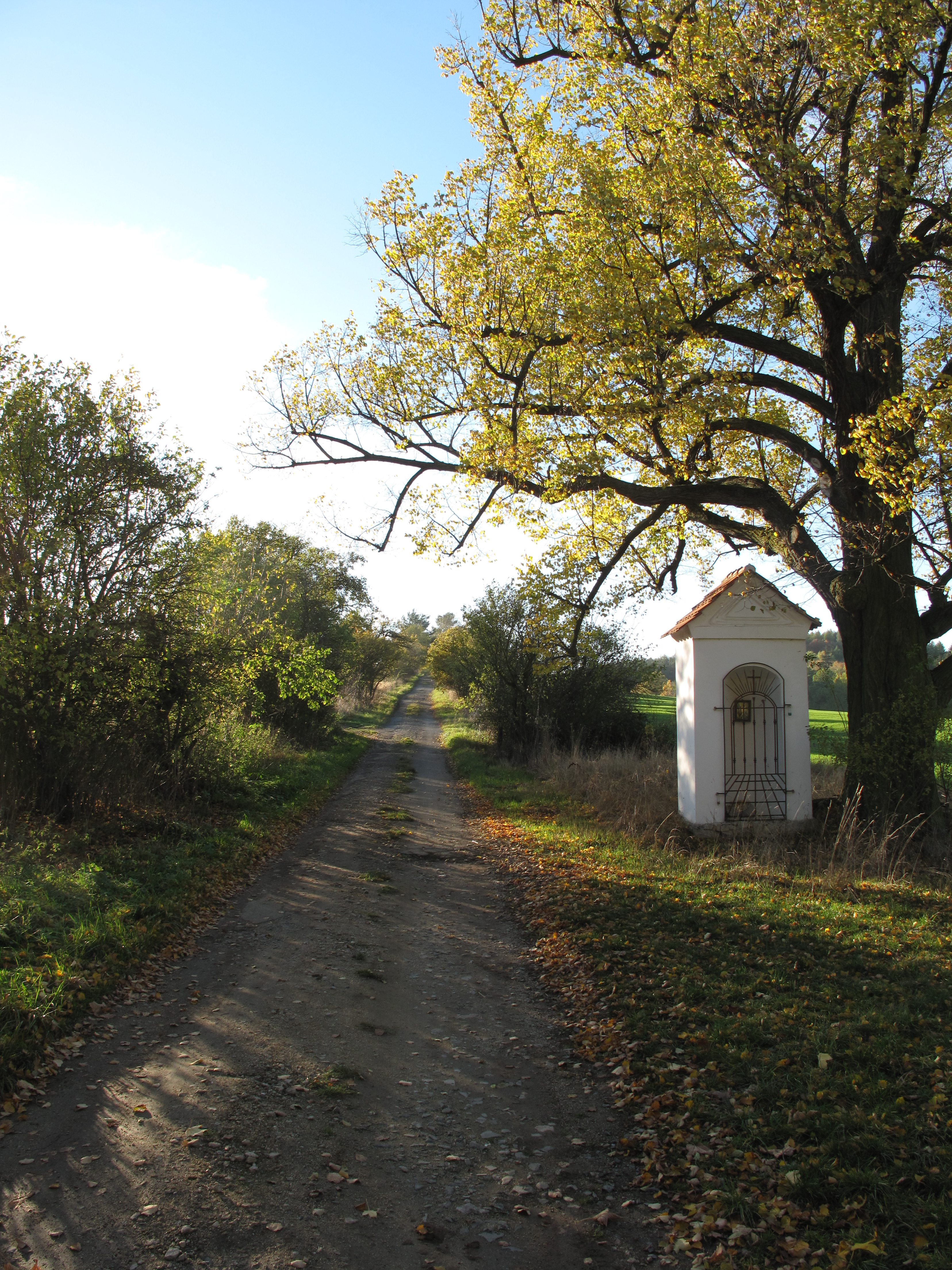
Cesta s kaplí
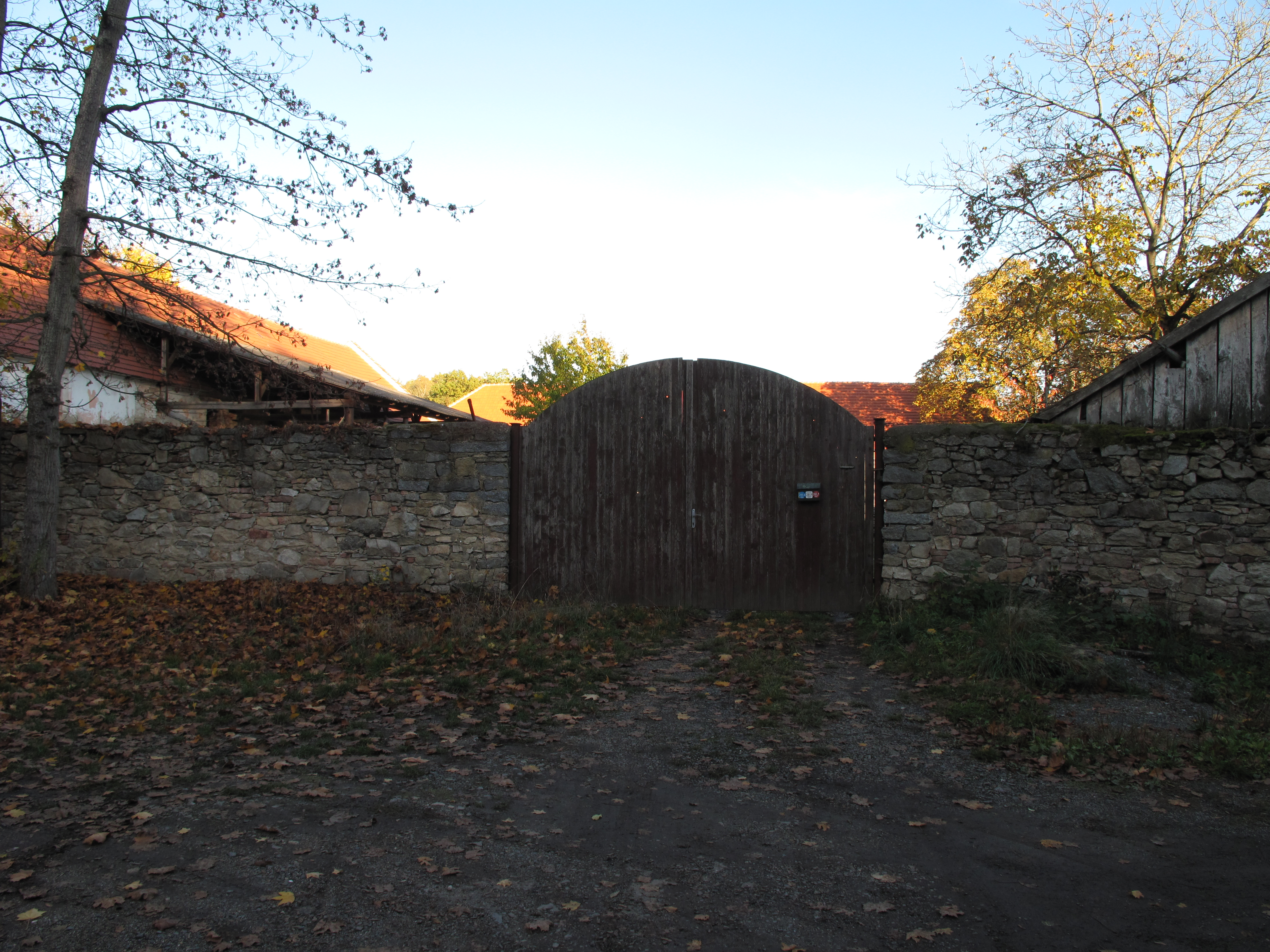
Vrata
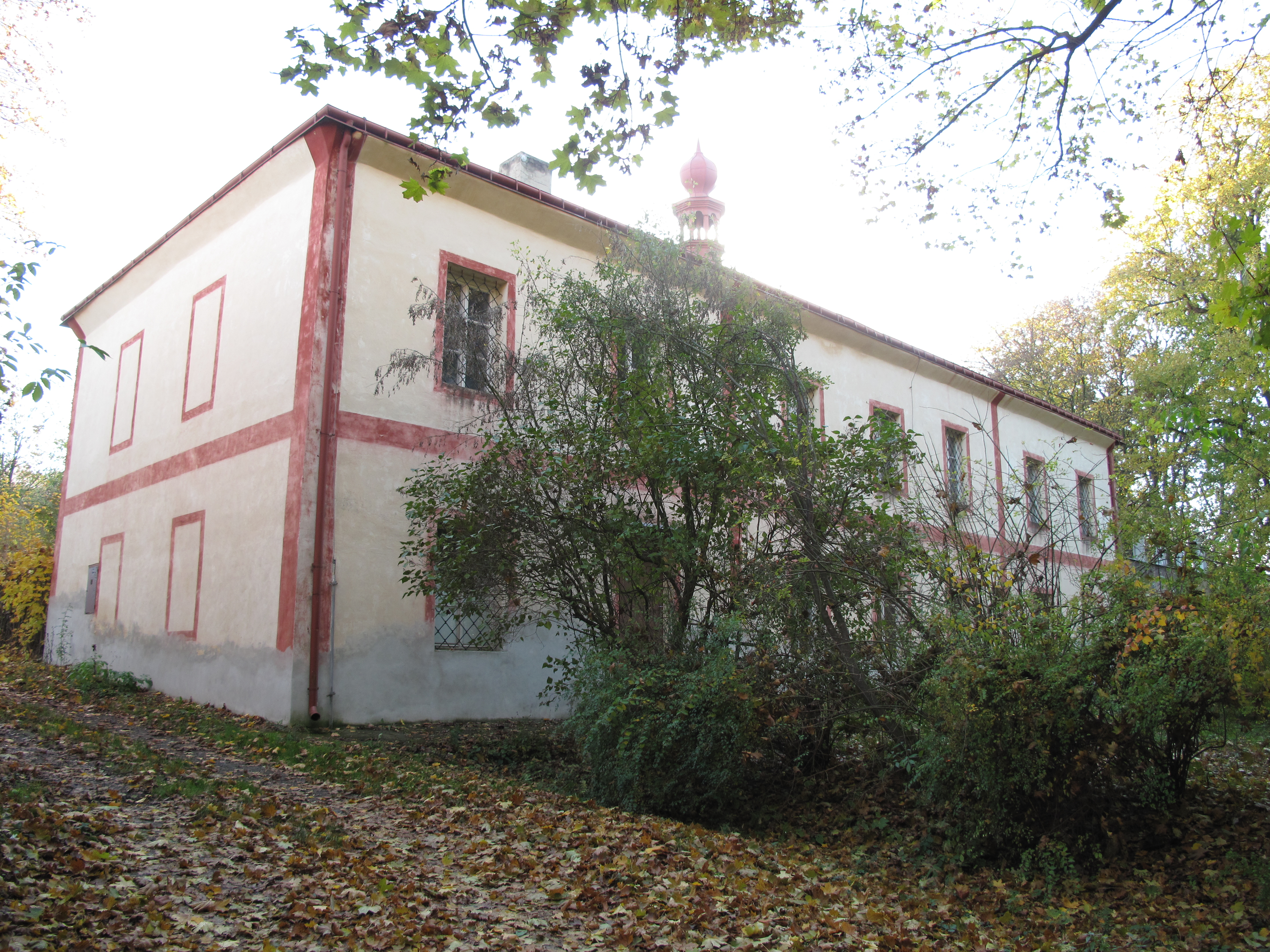
Zámek
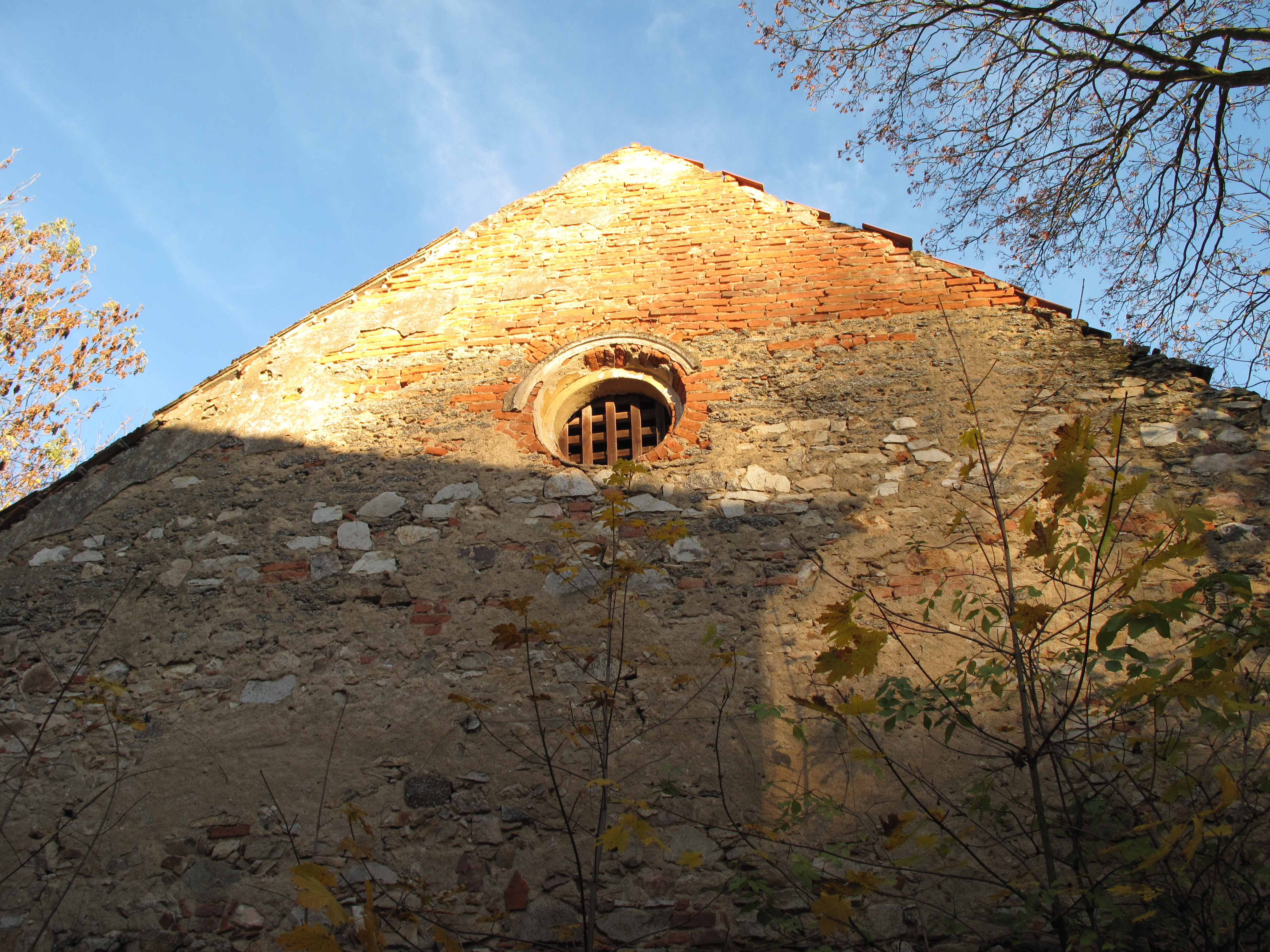
Větrací otvor